# Rüdiger Dammann
Rüdiger Dammann (* 1959 in Hamburg) ist ein deutscher Lektor, Literaturagent, Redakteur und Publizist.

## Leben
Nach seinem Studium der Soziologie und Ethnologie promovierte er mit einer Arbeit über das Verstehen in den Sozialwissenschaften. Von 1990 bis 1996 arbeitete Dammann als Sachbuchlektor beim Rowohlt Verlag sowie von 1993 bis 1996 als Herausgeber der Reihen rororo aktuell und Öko-Test-Ratgeber. Von 1996 bis 2000 war er verantwortlich für das Sachbuchprogramm bei Rowohlt Berlin. Bis 2005 war er Redakteur der von ihm und Ingke Brodersen konzipierten und vom Goethe-Institut herausgegebenen Kulturzeitschrift Kafka. Zeitschrift für Mitteleuropa, die in fünf Ländern in jeweils eigenen Sprachausgaben (Tschechisch, Slowakisch, Polnisch, Ungarisch, Deutsch) erschien.
Seit 2000 betreibt Dammann, gemeinsam mit Ingke Brodersen, eine literarische Agentur und ein freies Redaktionsbüro, konzipiert u. a. Programmbereiche für verschiedene Verlage und berät Institutionen und Unternehmen außerhalb der Buchbranche. 2006 gründete er, im Verbund mit den Mitgesellschaftern Ingke Brodersen, Peter Mathews und der Klett Lernen und Wissen GmbH, den Sachbuchverlag Booklett. Daneben hat er als Ghostwriter zahlreiche Buchprojekte begleitet, von denen einige zu Spiegel-Bestsellern wurden.
Neben seiner publizistischen Tätigkeit ist Dammann auch in zahlreichen Schulprojekten aktiv, vor allem an Grund- und Sekundarschulen in sogenannten Problembezirken wie Neukölln, Wedding, Moabit, zuletzt 2011–2014 als Teilprojektleiter der im Rahmen eines dreijährigen EU-Projekts (BIWAQ-Programm) gegründeten Zukunftsakademie Gropiusstadt, deren Ziel darin bestand, Strukturen zu schaffen, die den Übergang von der Schule in den Beruf verbessern sollen.
Neben seiner Tätigkeit als Lektor, Agent und Autor betreut Dammann als Chefredakteur die Zeitschrift Coeur, die von der „Stiftung Initiative Courage“ herausgegeben wird und unregelmäßig erscheint. Seit Januar 2021 betreut er als verantwortlicher Redakteur die Zweiwochenschrift Ossietzky, eine Nachfolgezeitschrift der 1933 verbotenen, von Kurt Tucholsky und Carl von Ossietzky geleiteten Wochenzeitschrift Die Weltbühne.
Zwischen 2022 und 2024 hat er – anlässlich des 175-jährigen Jubiläums der 1848er-Revolution – für die Holtzbrinck Buchverlage die Buch-Reihe "Edition Paulskirche" editorisch und redaktionell betreut, deren 15 Bände im Verlag Kiepenheuer & Witsch erschienen sind. Er ist Mitherausgeber des Web-Archivs Demokratisches-Deutschland.de, das die Buchreihe "Edition Paulskirche" durch weitere frühe deutsche Demokratinnen und Demokraten (mit Kurzbiografie und Originaltexten) fortsetzt.

## Veröffentlichungen (Auswahl)

### Als Autor
- Selbstentdeckung im Exotischen. Sehnsüchte, Ängste und Phantasien, oft gezielt geschürt, prägen den Umgang mit fremden Menschen und Kulturen, in: Die Zeit 1987, Nr. 50.[9]
- Die dialogische Praxis der Feldforschung. Der ethnographische Blick als Paradigma der Erkenntnisgewinnung. Campus, Frankfurt/Main, New York 1991, ISBN 3-593-34568-4.
- Gemeinsam mit Ingke Brodersen: Geschichten einer Ausstellung. Zwei Jahrtausende deutsch-jüdische Geschichte. Jüdisches Museum, Berlin 2001, ISBN 3-00-008282-4.
- Es lebe der Lektor! Und die Lektorin natürlich auch. Ein unverschämter Hymnus auf jene, die durch ein Textmeer von Banalitäten schwimmen, in: Die Welt vom 13. November 2004.[10]
- Geister Schreiber. Nachrichten aus dem Leben eines Ghostwriters: Wie es sich anfühlt, unter fremden Namen Bücher zu veröffentlichen, in: Die Welt vom 22. Januar 2005.[11]
- Gemeinsam mit Ingke Brodersen: Zerrissene Herzen. Die Geschichte der Juden in Deutschland. S. Fischer, Frankfurt am Main 2006, ISBN 3-596-16236-X.
- Gemeinsam mit Ingke Brodersen: Das neue Europa. In Vielfalt geeint – Geschichte und Zukunft der Europäischen Union. Ravensburger Buchverlag, Ravensburg 2007, ISBN 978-3-473-55138-5.
- Gemeinsam mit Ingke Brodersen: Mahlzeit! 60 Jahre Deutschland – Eine kulinarische Zeitreise. DuMont Buchverlag, Köln 2009, ISBN 978-3-8321-9503-8.
- Gemeinsam mit Reimer Gronemeyer: Ist Altern eine Krankheit? Wie wir die gesellschaftlichen Herausforderungen der Demenz bewältigen. Campus Verlag, Frankfurt am Main 2009, ISBN 978-3-593-38968-4.
- Katastrophenlehren, in: Ossietzky. Zweiwochenschrift für Politik/Kultur/Wirtschaft, Nr. 1/2021.
- Im Authentizitätswahn, in: Ossietzky. Zweiwochenschrift für Politik/Kultur/Wirtschaft, Nr. 4/2021

### Als Herausgeber
- Gemeinsam mit Thomas Becker und Ingke Brodersen: Eine Welt für alle. Lesebuch Dritte Welt. Rowohlt Verlag, Reinbek 1990, ISBN 978-3-499-12734-2.
- Gemeinsam mit Ulrich Plenzdorf: Ein Land genannt die DDR. Mit Illustrationen von Klaus Ensikat. S. Fischer Verlag, Frankfurt am Main 2005, ISBN 3-10-009645-2.
- Gemeinsam mit Daniel Cohn-Bendit: 1968. Die Revolte. S. Fischer Verlag, Frankfurt am Main 2007, ISBN 978-3-10-010230-0.